# José Raúl Vera López
José Raúl Vera López (Acámbaro, 21 de junio de 1945), es un ingeniero químico, eclesiástico católico dominico, conferencista, defensor y promotor de los derechos humanos mexicano. Fue obispo de Saltillo, entre 1999 y 2020.

## Biografía
Nació el 21 de junio de 1945, en la ciudad mexicana de Acámbaro, Guanajuato.
Tras realizar estudios en la Universidad Nacional Autónoma de México, obtuvo el título de Ingeniero químico en 1968.
Cursó los estudios de Filosofía en México y Teología en Bolonia (1968-1976). En 1976, obtuvo la licenciatura en Teología por la Universidad Angelicum, con honor summa cum laude.

### Vida religiosa
En 1968, ingresó en el noviciado de la Orden de Predicadores de la provincia de México, vistiendo así su hábito dominico. Realizó la profesión solemne el 12 de noviembre de 1969. 
Su ordenación sacerdotal fue el 29 de junio de 1975, a manos del papa Pablo VI.
Como sacerdote ha desempeñado los siguientes ministerios:
- Capellán de estudiantes de la Universidad Nacional Autónoma de México (1976-1981; 1985-1987).
- Maestro de novicios de la provincia de México de la Orden de Predicadores; predicador a grupos en la Casa de Agua Viva, anexa al Convento de Noviciado (1977-1985).

Durante ese tiempo, realizó trabajo pastoral con universitarios y con campesinos.
- Miembro el Consejo Provincial de la Orden en México (1981-1987).
- Socio del Prior Provincial de los Dominicos de México y coordinador de la Familia Dominicana en México (1985-1987).

## Episcopado

### Obispo de Ciudad Altamirano
El 20 de noviembre de 1987, el papa Juan Pablo II lo nombró obispo de Ciudad Altamirano. Fue consagrado el 6 de enero de 1988, en Roma, a manos del mismo Papa. Tomó posesión canónica de la sede, el 21 de enero siguiente.
Durante su pontificado, atendió a campesinos y habitantes de las zonas marginadas de las poblaciones de la diócesis. Fundó el Centro Social «Monseñor Juan Navarro Ramírez» para la atención de pobres; con lo cual, inició su defensa de los Derechos humanos.
En la Conferencia del Episcopado Mexicano fue: 
- Miembro del Consejo Permanente.
- Presidente de la Comisión para la Vida Consagrada
- Miembro de la Comisión de Pastoral Social, y de la Comisión Episcopal para la Paz en Chiapas (desde 1994), para apoyar el proceso de pacificación ante la insurrección del Ejército Zapatista de Liberación Nacional (EZLN).

### Obispo coadjutor de San Cristóbal
El 14 de agosto de 1995, fue nombrado obispo coadjutor de San Cristóbal de Las Casas, iniciando su ministerio episcopal el 4 de octubre del mismo año.
Trabajó para que se realizara el III Sínodo diocesano y en la formación de los diáconos permanentes. Además, colaboró en la elaboración del Directorio para el Diaconado Permanente Indígena.
Apoyó el proceso de Paz y Reconciliación entre los pueblos indígenas de Chiapas y el Gobierno federal, junto con Samuel Ruiz y su diócesis, y los obispos de la Comisión de Obispos para la Paz en Chiapas, tras el levantamiento zapatista. Contribuyó a crear condiciones de diálogo entre el Ejército Zapatista y el Gobierno mexicano, para que fueran garantizadas condiciones de vida más justas para los pueblos indígenas mayas de la región.
- Miembro, copresidente (hasta 2011) y presidente (desde 2011) del consejo directivo del Centro de Derechos Humanos «Fray Bartolomé de Las Casas», Chiapas.
- Copresidente del Servicio Internacional Cristiano de Solidaridad con los Pueblos de América Latina «Óscar Romero» (SICSAL).

### Obispo de Saltillo
El 30 de diciembre de 1999, el papa Juan Pablo II lo nombró obispo de Saltillo. Tomó posesión canónica, el 20 de marzo de 2000.
Trabajó por la implantación de una Plan Orgánico de Pastoral, que promoviera una evangelización integral de hombres y mujeres de la diócesis: animación al clero y al pueblo a una integración en un proceso hacia la justicia y la paz.
También fundó el Centro Diocesano para los Derechos Humanos «Fray Juan de Larios», en Saltillo, del que es presidente. También preside el Centro Nacional de Ayuda a las Misiones Indígenas (CENAMI), y es miembro del Comité Internacional para el Consejo de Paz. Entre las organizaciones de la sociedad civil (ONG’s) es presidente honorario de la Red Solidaria Década Contra la Impunidad. Es miembro de tres tribunales de la sociedad civil: el Tribunal Internacional de Conciencia de los Pueblos en Movimiento, el Tribunal Internacional de Libertad Sindical, y el Tribunal Permanente de los Pueblos.
Acompañó a los mineros del carbón en la defensa de sus derechos laborales, especialmente por condiciones de seguridad para su trabajo; en relación con los accidentes antes y después del desastre minero de Pasta de Conchos, en que murieron 65 mineros.
Promovió la fundación de casas de migrantes: en Ciudad Acuña, «Casa Emaús», a cargo de la diócesis de Piedras Negras; y en Saltillo, «Belén Posada del Migrante».

En 2002 se fundó la comunidad «San Elredo», para acompañar a jóvenes integrantes del colectivo LGBT+ buscando la promoción de la dignidad y defensa de los derechos humanos, así como su integración plena a la sociedad y a la Iglesia.

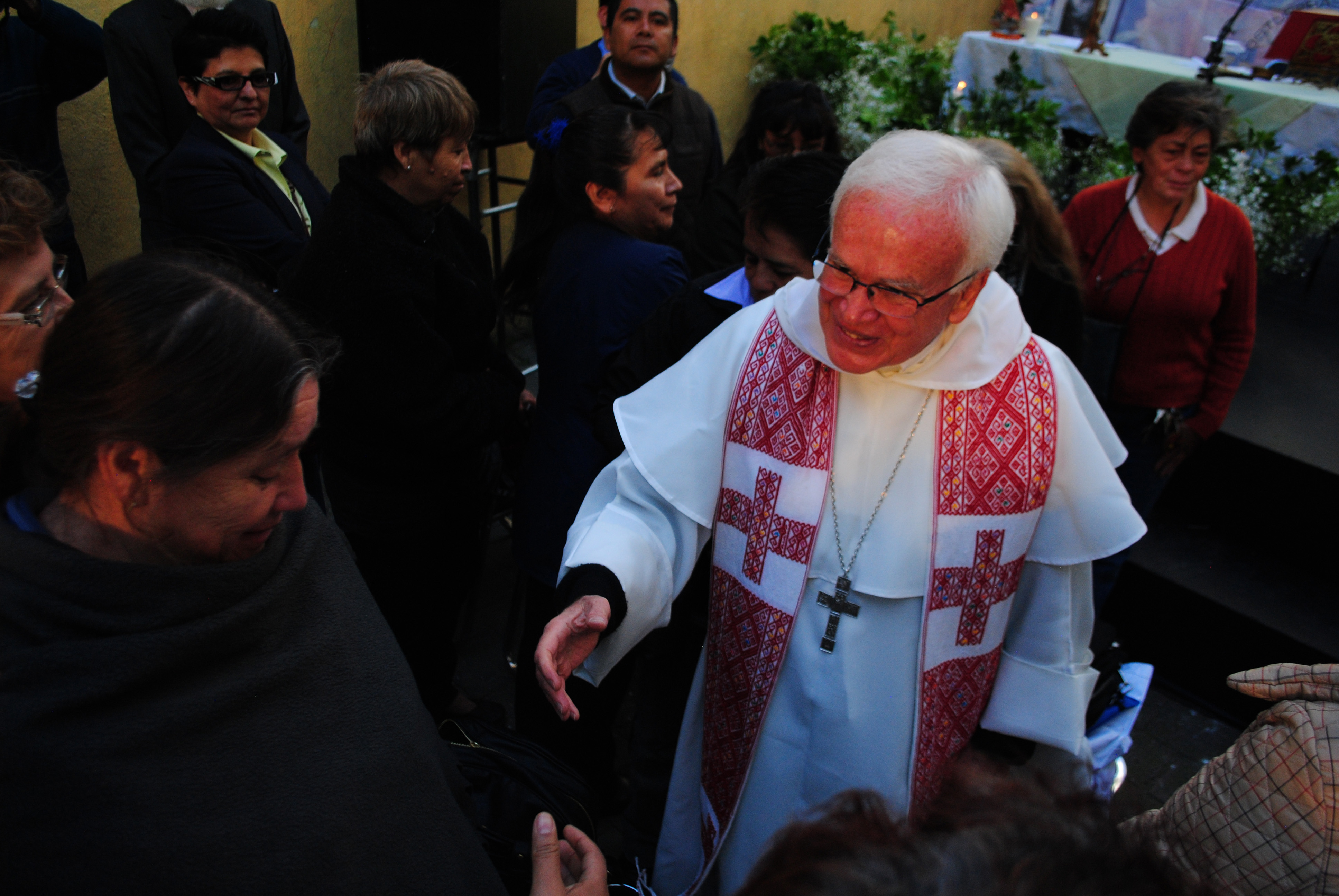
Vera López en septiembre de 2014.

En marzo del 2010 asistió a la Comisión Interamericana de Derechos Humanos, junto con otros defensores a denunciar la “tragedia humanitaria” del secuestro de migrantes en México. En diciembre del 2014, presenta la Nueva Constituyente Ciudadana Popular en Saltillo.
En su defensa de los derechos humanos ha participado como ponente conferencista o panelista en diversas universidades e instituciones, como la UNAM, Universidad Autónoma de Coahuila, Instituto Tecnológico de Monterrey, Universidad Autónoma de Sinaloa, Universidad de Oregón, Universidad de Chicago, Universidad de Santo Tomás de Minneapolis, Universidad de Costa Rica, Universidad Javeriana, Universidad de Viena, entre otras.

### Renuncia
El 1 de junio de 2020, a veinte días de cumplir 75 años de edad, presentó su renuncia como lo establece el Código de Derecho Canónico. El 21 de noviembre del mismo año, el papa Francisco aceptó su renuncia como obispo de Saltillo, nombrado a su sucesor al mismo tiempo.
En su última misa, celebrada el 31 de enero de 2021, habló de problemas como el COVID-19, la violencia, la clase política, la comida chatarra y la pobreza; en las bancas se podían ver fotografías de personas desaparecidas y los mineros atrapados en la mina de Pasta de Conchos.

## Distinciones
| Año  | Distinción                                                                                              | Razón | Otorgado por                                                                            | Lugar |
| 2000 | Premio Nacional de Derechos Humanos "Don Sergio Méndez Arceo"                                           | |                                                                                         | |
| 2000 | Medalla Roque Dalton                                                                                    | | "Consejo de Cooperación con la Cultura y la Ciencia"                                    | En El Salvador, A.C.                                                                                       |
| 2007 | Medalla al Mérito en la Ciudad de México                                                                | Por su trabajo en la defensa de los Derechos Humanos | Observatorio Eclesial y la Red Nacional de Derechos Humanos                             | |
| 2009 | Reconocimiento "Hijo predilecto de Acámbaro"                                                            | | Ayuntamiento de Acámbaro, Guanajuato                                                    | |
| 2009 | Reconocimiento "Samuel Ruiz" en Coahuila                                                                | Por la defensa y promoción de los Derechos Humanos en México |                                                                                         | |
| 2010 | Recibió el Premio Rafto 2010                                                                            | | Fundación Rafto en Bergen, Noruega                                                      | En la sede nacional del teatro (den Nationale Scene) en Bergen, Noruega el domingo 7 de noviembre          |
| 2011 | Reconocimiento por el Centro de Derechos Humanos de las Mujeres en Chihuahua, Chih. En el mes de enero. | |                                                                                         | |
| 2011 | Reconocimiento titulado «Voz por la Justicia»                                                           | Por su valiente defensa del migrante | Casa Anunciación en abril                                                               | En El Paso, Texas.                                                                                         |
| 2012 | Reconocimiento por el Sistema Universitario Jesuita                                                     | |                                                                                         | El 16 de marzo en el auditorio San Ignacio de Loyola en la Universidad Iberoamericana de Torreón, Coahuila |
| 2012 | Candidato al «Premio Nobel de la Paz 2012»                                                              | Por su trabajo a favor de los derechos humanos en México |                                                                                         | |
|      | Galardón «Corazón de León»                                                                              | Por su trabajo en la defensa de los Derechos Humanos | Federación de Estudiantes Universitarios (FEU), de la Universidad de Guadalajara        | |
| 2013 | Reconocimiento Casa Tiyahui                                                                             | |                                                                                         | |
| 2013 | Premio Internacional Hugo Gutiérrez Vega de las artes y las humanidad                                   | Por su compromiso con los mexicanos más vulnerables, por dedicar su vida a la lucha de las causas más nobles, en pro del respeto y del valor del ser humano sin importar su condición, sin mermar en la búsqueda constante de la paz y la democracia | Poeta y doctor honoris causa Hugo Gutiérrez Vega y la Universidad Autónoma de Querétaro | |